# Shangdi
Shangdi (xinès: 上帝, pinyin: Shàngdì, Wade-Giles: Shang Ti), és el nom usat en la mitologia xinesa per referir-se al déu suprem. Va ser prominent durant la dinastia Shang (1600–1046 a. C.) i la dinastia Zhou (1046–256 a. C.). Representa el poder celestial màxim, associat amb la justícia, l'ordre còsmic i la legitimitat política, conceptes que van influir profundament en l'estructura social i la governança de la Xina.
Per a alguns, Shangdi és el creador de l'univers. Si això fos així, seria anterior en uns 500 anys a Pangu, un altre déu de la creació xinès. No obstant això, hi ha molts dubtes sobre el que realment volia representar aquest concepte i molts estudiosos creuen que podria ser o bé un concepte genèric per referir-se als avantpassats o bé el terme que designaria el primer ancestre llegendari del clan governant.

## Evolució
Les referències més antigues a Shangdi es troben en les inscripcions dels ossos oraculars de la dinastia Shang. En la literatura apareix per primera vegada en els textos clàssics xinesos com el Shujing (Llibre de Documents) i el Shijing (Llibre de les Odes), llibres que son part dels cinc clàssics (五經, Wujing). Aquests cinc clàssics van ser recopilats per Confuci al segle vi aC. En aquests escrits, se'l descriu com la força que atorga el Mandat del Cel (Tianming), legitimant el poder dels governants basant-se en la seva virtut. Quan un governant fallava en el seu deure moral, el mandat diví podia transferir-se a un altre, justificant revolucions i canvis de dinastia. Això s'evidencia en casos històrics com les transicions de poder entre les dinasties Xia, Shang i Zhou.També apareix en els quatre llibres recopilats per Zhu Xi durant la dinastia Song.
Amb l'arribada de la dinastia Zhou, Shangdi va ser gradualment substituït en la religió popular per altres deïtats, com l'Emperador de Jade de la tradició taoista. No obstant això, la seva essència transcendent i moral va romandre en la tradició confuciana, on se li va equiparar al terme Tian (天, "cel") per referir-se al déu suprem que encarnava el principi de l'ordre universal i l'ètica. Tian és un terme amb molts significats en xinès antic. Pot referir-se al cel físic o al déu del cel. Amb aquest últim sentit té el mateix significat que Shangdi.
En temps de la dinastia Han, l'influent erudit confucià Zhang Xuan afirmava que "Shangdi és un altre nom per Tian". També cap la possibilitat que Tian fos un concepte similar a Shangdi, és a dir un avantpassat o conjunt d'avantpassats de la casa Zhou i que el que aquesta dinastia fes substituir a Shangdi per Tian en les cerimònies i ritus que van prendre prestades de l'anterior dinastia, creant mitjançant aquesta identificació formal un concepte més universal alhora que més ambigu.

## Rol religiós i ritualitat
En l'antiguitat se li adorava en sacrificis rituals  i cerimònies importants. Era percebut com una deïtat omniscient, encarregada d'observar les accions humanes, premiar la virtut i castigar el vici. Aquestes funcions el convertien no sols en una figura teològica, sinó també en un àrbitre moral per a la societat. Es creia que governava sobre els esperits ancestrals, que actuaven com els seus ministres, i que era el suprem guia de l'ordre natural i humà.
Shangdi va ser considerat com el màxim poder espiritual per l'elit governant dels Huaxia durant la dinastia Shang: es creia que controlava la victòria en la batalla, l'èxit o el fracàs de les collites, el clima, condicions com les inundacions del riu Groc, i el destí de la capital i el regne.
Aquell que governava Xina havia d'oferir-li un bou com a sacrifici anual en el Temple del Cel. Shangdi mai era representat com una imatge. En el seu lloc, al centre del temple, en un lloc anomenat "la volta imperial del cel", es col·locava sobre el tron una tauleta sagrada (神位, shénwèi) amb el nom del Déu escrit. Aquest nom era "Déu sobirà suprem del cel" (皇天上帝, Huangtian Shangdi). Posteriorment la cultura popular i sobretot el taoisme popular el van convertir en un personatge antropomòrfic, paral·lel a l'altre món de l'Emperador de la Terra.

## Shangdi i altres religions
Durant la dinastia Ming, missioners jesuïtes, com Matteo Ricci, van intentar enllaçar a Shangdi amb el Déu cristià per a facilitar el diàleg religiós. Van traduir "Déu" com Tianzhu (Senyor del Cel), reinterpretant a Shangdi com un creador monoteista, la qual cosa va marcar un punt clau en l'intercanvi cultural entre la Xina i Occident.
Durant el segle xix, els missioners protestants britànics que van anar a la Xina van utilitzar el nom Shangti per referir-se al Déu cristià, i així apareix en la primera traducció de la Bíblia al xinès.
En un estudi comparatiu recent, Shangdi ha estat analitzat en comparació del Déu monoteista judeocristià. Tots dos comparteixen característiques com ser creadors suprems i legisladors morals. No obstant això, a diferència de Déu en el cristianisme, Shangdi no assumeix un paper salvador encarnat, la qual cosa reflecteix diferències fonamentals en les concepcions culturals del diví.
Shangdi segueix sent venerat en una varietat de tradicions, incloent certes escoles filosòfiques, certes branques del budisme xinès, taoisme, confucianisme, algunes religions salvacionistes xineses i el cristianisme protestant xinès.